# Rafał Tarnowski (zm. 1372 lub 1373)
Rafał z Tarnowa herbu Leliwa (ur. przed 1330 w Tarnowie – zm. w 1372 lub 1373 roku) – protoplasta linii wielowiejsko-dzikowskiej Tarnowskich, podkomorzy sandomierski (od ok. 1354), kasztelan wiślicki (od ok. 1367), właściciel dóbr tarnowskich i wielowiejskich.

## Życiorys
Był synem Spycimira (kasztelana krakowskiego) i Stanisławy z Bogoriów (córki Piotra Bogorii, palatyna sandomierskiego), bratem Czuchny z Tarnowa (żony Mirzana z Parchowicz), Niewstąpa z Tarnowa (zm. po 1345), Pakosława z Tarnowa i Jana z Melsztyna (kasztelana krakowskiego), mężem Dzierżki z Wielowsi (córki Dzierżykraja z Wielowsi), ojcem Jana z Tarnowa (kasztelana krakowskiego) i Spytka z Tarnowa (podkomorzego krakowskiego) oraz dziadem Jana Tarnowskiego (wojewody krakowskiego), Doroty z Tarnowa (żony Marcina Ścibora z Rytwian, wojewody łęczyckiego), Rafała z Tarnowa i Spytka z Tarnowa i Jarosławia (wojewody sandomierskiego).
Jego wnukowie Jan i Spytek walczyli w bitwie pod Grunwaldem w 1410.